# Plymouth (Indiana)
Plymouth és una població dels Estats Units a l'estat d'Indiana. Segons el cens del 2000 tenia 9.840 habitants.

## Demografia
Segons el cens del 2000, Plymouth tenia 9.840 habitants, 3.838 habitatges, i 2.406 famílies. La densitat de població era de 545,9 habitants/km².
Dels 3.838 habitatges en un 31,9% hi vivien nens de menys de 18 anys, en un 45,3% hi vivien parelles casades, en un 12,2% dones solteres, i en un 37,3% no eren unitats familiars. En el 31,4% dels habitatges hi vivien persones soles el 14,4% de les quals corresponia a persones de 65 anys o més que vivien soles. El nombre mitjà de persones vivint en cada habitatge era de 2,48 i el nombre mitjà de persones que vivien en cada família era de 3,11.
Per edats la població es repartia de la següent manera: un 26,1% tenia menys de 18 anys, un 12,4% entre 18 i 24, un 28,8% entre 25 i 44, un 18% de 45 a 60 i un 14,8% 65 anys o més.
L'edat mediana era de 32 anys. Per cada 100 dones de 18 o més anys hi havia 89,5 homes.
La renda mediana per habitatge era de 34.505$ i la renda mediana per família de 41.447$. Els homes tenien una renda mediana de 30.444$ mentre que les dones 21.293$. La renda per capita de la població era de 15.417$. Entorn del 10,4% de les famílies i el 13,1% de la població estaven per davall del llindar de pobresa.

## Poblacions més properes
El següent diagrama mostra les poblacions més properes.